# Linnés päronträd

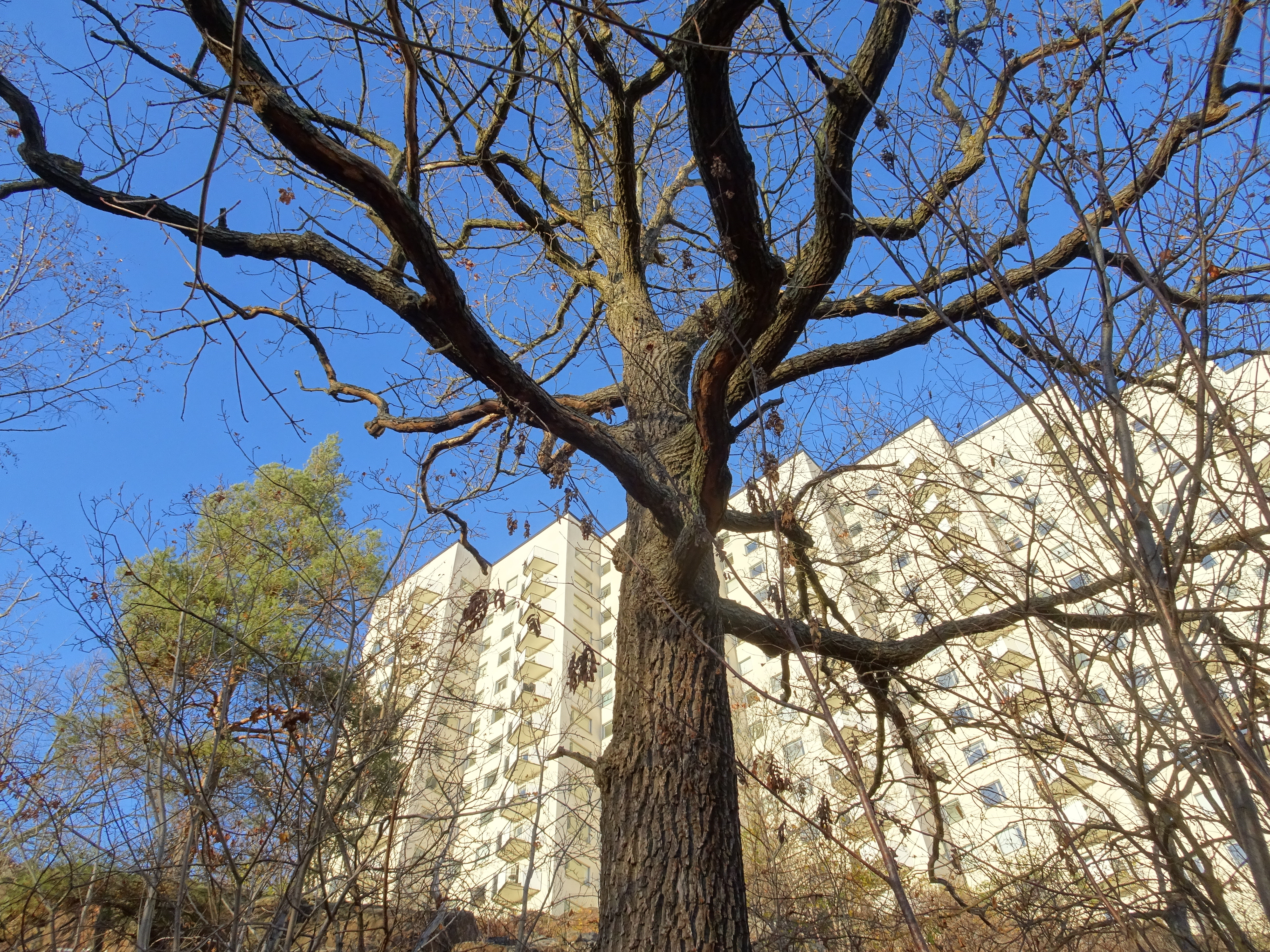
Linnés päronträd, november 2018. I bakgrunden syns Erlanderhuset.

Linnés päronträd är ett levande och mycket gammalt päronträd som växer i Mariebergsparken på Kungsholmen i Stockholm. Trädet beskrevs 1755 av Carl von Linné.

## Beskrivning

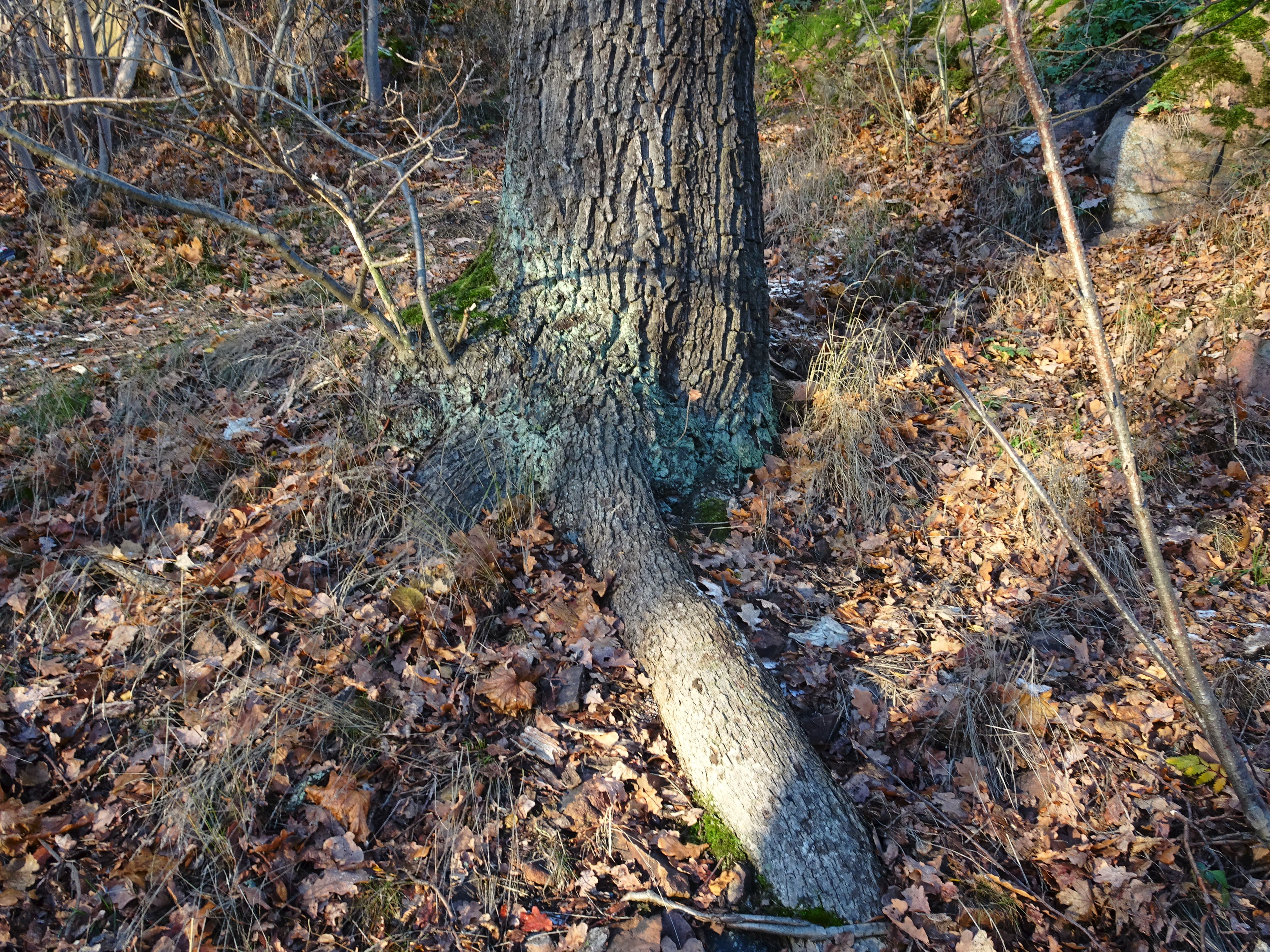
Ett kraftigt rotskott.

I Mariebergsparkens branta bergssluttning mellan Smedsuddsbadet och det så kallade Erlanderhuset växer ett mycket gamla päronträd. I sin Flora Suecica från 1755 skrev Carl von Linné bland annat om detta träd: "växer nära Stockholm på den berömda fysikern och mekanikern Mårten Triewalds egendom Marieberg". Det innebär att trädet står på före detta tomten för Triewalds malmgård vilken fortfarande existerar. 
Trädet självsprider sig genom rotskott och det står flera mindre päronträd i sluttningen nedanför moderplantan. Träden blommar i maj men sätter aldrig frukt. Försök med ympning har gjorts på Rosendals trädgård, dock utan framgång.
Det fanns planer på att skydda Linnés päronträd som naturminne enligt ett förslag från ”Biologisk utveckling av Stockholm” (BUS) år 2003. Därav blev dock inget eftersom Miljöförvaltningen i Stockholms stad avsåg att inte längre driva bildandet av naturminnen vidare.